# Troll kutatóállomás
A Troll norvég kutatóállomás az antarktiszi Maud királyné földön, a Martha hercegnő-part keleti részében, amit 1989-1990-ben építettek.
Mintegy 1270 méteres tengerszint feletti magasságban fekszik, 235 kilométerre a parttól. Más kutatóállomásoktól eltérően a Troll hómentes sziklatalajon épült, amely Jutulsessennél tör át a jégpáncélon.
Sokáig csak a sarki nyár hónapjaiban volt személyzete, 2005 februárjában azonban úgy szerelték fel, hogy állandóan lakható legyen. Télen nyolc embernek tud szállást biztosítani (de az átlagos téli létszám mindössze hat fő), nyáron viszont maximum 40-nek, mivel tavaszonként sátortábort is kialakítanak.
Az egész éves működésre képes állomást 2005. február 12-én Szonja norvég királyné nyitotta meg hivatalosan, de valójában csak 2006 novemberétől szolgál állandó szállásként.
A logisztika megkönnyítésére 2005-ben a jégmezőn létrehozták a Troll repülőteret, az állomástól 6,8 kilométerre észak-északnyugatra.
A Troll néhány fontos kutatási területe:
- Meteorológiai mérések.
- Az UV és egyéb sugárzás mérése, glaciológiai, biológiai és fizikai programok.

Az állomást a Norvég Sarki Intézet működteti.
2009. február 23-án az állomáson találkozott 15 ország környezetvédelmi minisztere, hogy megvitassák a klímaváltozás kérdéseit és a helyszínen tájékozódjanak a legutóbbi kutatási eredményekről.

## Külső hivatkozások
- Norwegian Polar Institute